# Martin-Joseph Mengal

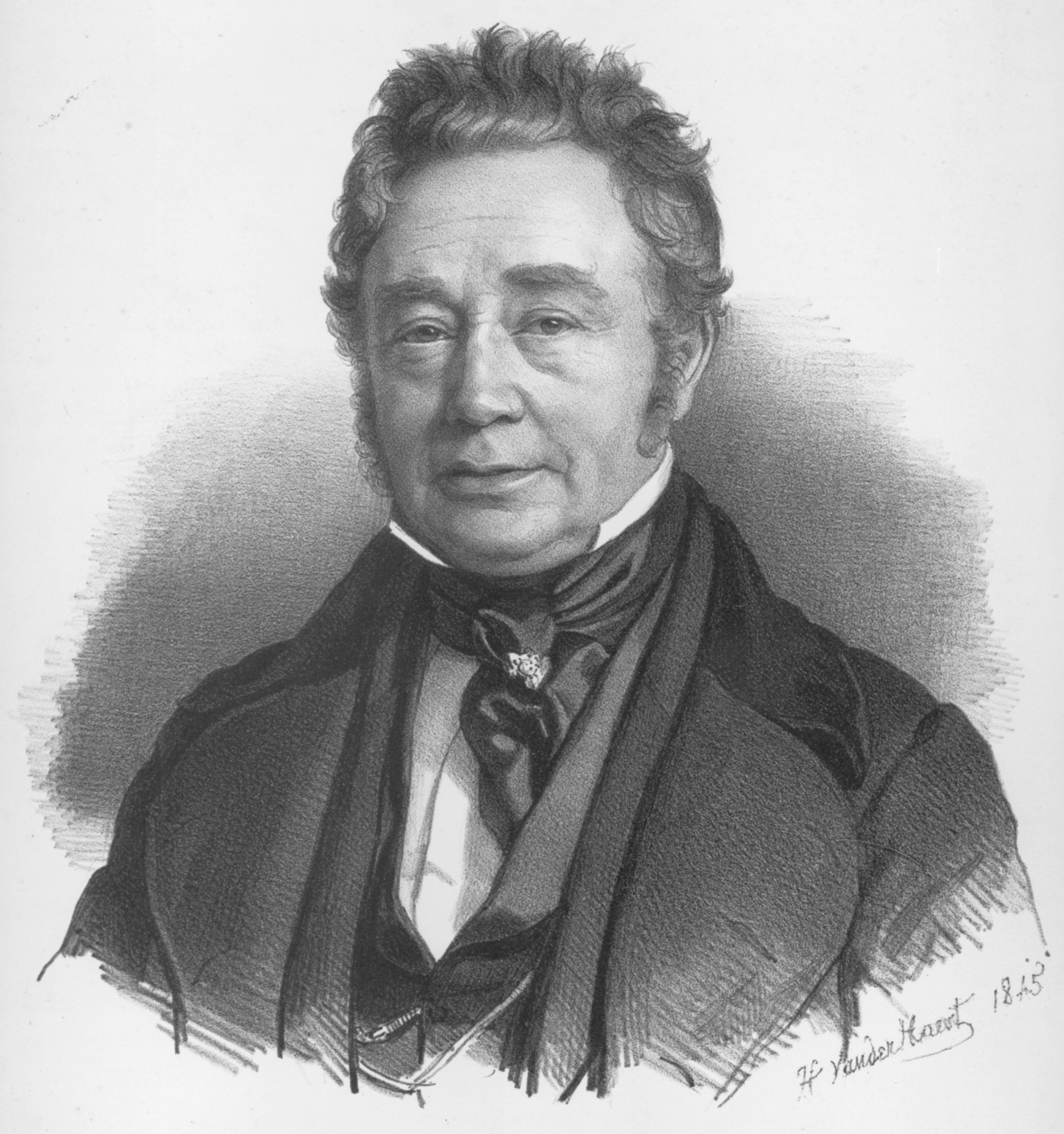
Martin-Joseph Mengal, 1845

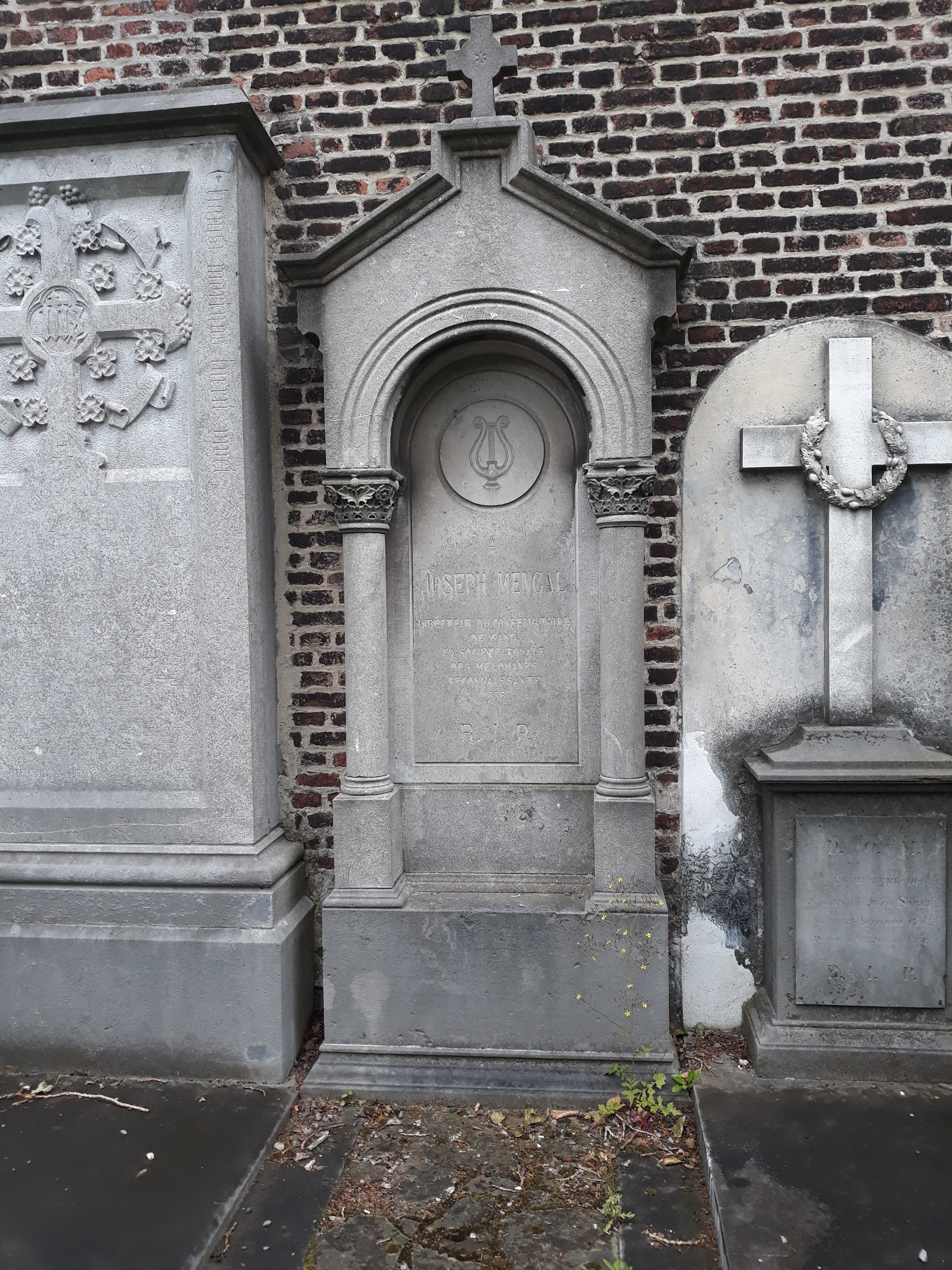
Das Grab von Martin-Joseph Mengal auf dem Campo Santo Sint-Amandsberg in Gent

Martin-Joseph Mengal (* 27. Januar 1784 in Gent; † 4. Juli 1851 ebenda) war ein belgischer Hornist, Komponist und Dirigent.

## Leben
Martin-Joseph Mengal, der einer Musikerfamilie entstammte, erhielt als Kind Horn- und Violinunterricht. Bereits im Alter von 12 Jahren begann er mit dem Komponieren, 1797 wurde er erster Hornist an der Genter Oper. Ab 1804 begann Mengal sein Studium am Pariser Konservatorium bei Frédéric Nicolas Duvernoy (1765–1838) (Horn) und bei Charles-Simon Catel (Harmonielehre und Komposition), aber schon im Dezember des gleichen Jahres trat er in die Musikkapelle der kaiserlichen Garden ein. In seiner Militärzeit nahm er an den Feldzügen Napoléons gegen Italien, Österreich und Preußen teil. Zwischen den Feldzügen nahm er immer wieder sein Studium auf.
Einer seiner maßgeblichen Lehrer war der in Paris wirkende Anton Reicha. Mengal wurde 1812 Hornist an der Opéra-Comique. In der Gunst Tailleyrands stehend, war es ihm möglich, einige seiner Opern dort aufzuführen. 1825 kehrte er in seine Heimatstadt Gent zurück, um zuerst die Leitung des dortigen Theaters, später die Orchesterleitung zu übernehmen. 1830 wurde er Dirigent des Opernorchesters in Antwerpen, kurze Zeit danach war er in der gleichen Position in Den Haag tätig. 1835 wurde er, angeregt durch Jan Frans Willems Gründungsdirektor des Genter Konservatoriums. Sein bedeutendster Schüler war François-Auguste Gevaert (1828–1908).
Von seinem Bruder, dem Hornisten Jean-Baptiste Mengal (1792–1878), der bei Heinrich Domnich in Paris studierte, sind ebenfalls einige Kompositionen überliefert.
1846 wurde er korrespondierendes Mitglied der Académie royale des Sciences, des Lettres et des Beaux-Arts de Belgique (Classe des Beaux-Arts).

## Werke (Auswahl)
- 3 Konzerte für Horn und Orchester
- Konzertante Symphonie für 2 Hörner und Orchester
- Suite für Harmonieorchester
- Duo et Fantaisie,  für Horn und Klavier
- Trios für Flöte, Violine und Bratsche
- 3 Duette für 2 Klarinetten
- 3 Quartette für Horn und Streicher
- 4 Bläserquintette (nach Haydn, Mozart, Beethoven und Rossini)
- 3 Quartette op. 18 für Flöte, Klarinette (oder Oboe), Horn und Fagott
- 3 Quartette op. 19 für Flöte, Klarinette, Horn und Fagott
- Oktett für 6 Hörner und 2 Posaunen

Vokal
- Requiem
- Salve Regina
- Hymne à Jacob van Artevelde (1845)
- De Belgen (1848)

Opern
- Une nuit au Château (1818)
- L'Ile de Babilary (1819, Paris)
- Les Infidèles (1823, Paris)
- Le Vampire ou L'Homme du néant (1826, Gent)
- Apothéose de Talma (1826, Gent)
- Un jour à Vaucluse ou Le Poète ambassadeur,  Komische Oper (1830, Gent)
- La Rencontre imprévue ou Les Noces

## Diskographie
- Sämtliche Bläserquintette von Mengal, mit dem Bläserensemble „Das Reicha'sche Quintett“ (Label NCA Music, 2004)